# Абдул-Хусейн Сардарі
Абдул-Хусейн Сардарі Каджар (1914 —1981) — іранський державний діяч і дипломат азербайджанського походження, який врятував життя багатьом євреям під час Голокосту. Відомий як «іранський Шиндлер». Представник шаської династії Каджарів, яка правила Іраном у 1789 — 1925 рр.

## Життєпис
У 1941 році Сардарі очолював іранське консульство в Парижі. Коли німці окупували місто, у ньому існувала значна громада перських євреїв. Спираючись на угоду нацистської Німеччини та Ірану, яка захищала всіх іранських громадян від німецької агресії, Сардарі зміг захистити іранських євреїв, сім'ї яких жили в Ірані з часів імперії Ахеменідів.
Окрім того, Сардарі видавав сотні іранських паспортів для неіранських євреїв, щоб урятувати їх від переслідування. При цьому він не питав дозволу іранського керівництва, аби убезпечити себе від можливої загрози власному життю, спричиненої такими діями. Згодом його дії були схвалені урядом Ірану.
Подальше життя Сардарі було затьмарене зникненням у 1948 році його дівчини-китаянки під час Громадянської війни в Китаї, звинуваченнями в розкраданні з боку повоєнного уряду Ірану та бідністю в останні роки життя у зв'язку зі втратою своїх пенсійних прав та власності після іранської революції 1979 року. Сардарі помер на самоті в однокімнатній квартирі в Кройдоні в 1981.

## Нагороди
Сардарі отримував нагороди від низки єврейських організацій, таких як Центр Симона Візенталя. У квітні 1978 року, за три роки до своєї смерті, Абдул-Хусейн Сардарі так відповів на запит ізраїльського меморіалу Голокосту «Яд Вашем» про свої дії: «Як ви знаєте, я мав задоволення бути іранським консулом у Парижі під час німецької окупації Франції і в такій якості врятувати всіх іранців, у тому числі іранських євреїв, було моїм обов'язком».

## У масовій культурі
У 2007 році за мотивами дій Сардарі в Парижі було знято іранський телесеріал «Поворот на нуль градусів». У центрі уваги серіалу — іранський мусульманин, який, будучи студентом у Франції під час Другої світової війни, закохується в єврейську жінку, а пізніше відчайдушно шукає шляхи врятувати її та інших євреїв від неминучої загрози депортації.

## Зауваження
1. ↑  У VI ст. до н.е. Кір II Великий наказав звільнити євреїв Вавилонії від вавилонського рабства.